# Munni Badnaam Hui
Munni badnaam hui è un brano musicale del film di Bollywood Dabangg, interpretato sullo schermo da Malaika Arora con Sonu Sood e Salman Khan, cantato da Mamta Sharma e Aishwarya Nigam, con musiche di Lalit Pandit, pubblicato il 6 agosto 2010. Mamta Sharma ha vinto il premio Filmfare per la miglior interprete femminile per questa canzone, mentre Sajid-Wajid e Lalit Pandit hanno vinto il premio Filmfare per il miglior regista musicale ai Filmfare Awards del 2011.

## Video musicale
Il videoclip inizia all'interno di un club dove si nota una sagoma in cartone di Munni. Nel locale su dei cuscini è seduto Sonu Sood che la attende per cominciare a suonare. Scendendo giù per le scale ecco apparire Munni mentre balla insieme ai dei ballerini. Durante l'esecuzione di questa canzone la camicetta verde della ragazza diventa improvvisamente arancio. Ella poi scappa dai banditi (cioè i Thoriani) e si avvicina ai personaggi come alcune star del cinema degli anni '70 e '80. Il video si conclude con una piccola schermaglia nel club.

## Influenze
Il regista di Dabangg Abhinav Kashyap ha affermato che la canzone è stata ispirata dai suoi ricordi d'infanzia della canzone popolare Bhojpuri Ladka Badnaam Hua del film pakistano Mr. Charlie.

## Accoglienza
L'accoglienza da parte del pubblico e dei critici è stata generalmente positiva. Devesh Sharma di Filmfare ha notato la natura ardita della canzone e l'ha elogiata per il ritmo, contestandone al tempo stesso il testo "nonsense".
A Munni Badnaam Hui si è fatto riferimento in diverse situazioni politiche. Nell'ottobre 2010, il Primo Ministro del Gujarat Narendra Modi ha suonato un pezzo della canzone per criticare il partito di opposizione, il Congresso Nazionale Indiano. Venne usata anche per criticare i XIX Giochi del Commonwealth e la loro organizzazione.

## Controversie
Il balsamo allevia dolori Zandu Balm, prodotto dalla Enami, è spesso citato nel brano. La Enami intentò una causa legale contro Arbaaz Khan, il produttore del film, per l'uso del marchio senza autorizzazione. Successivamente tra le due parti venne raggiunto un accordo e la Enami ha poi utilizzato la popolarità della canzone per pubblicizzare il marchio Zalm Balm usando Malaika per fare pubblicità.